# 拉瓦尔当斯
拉瓦尔当斯（法語：Lavardens，法語發音：[lavaʁdɛ̃s]）是法国热尔省的一个市镇，属于欧什区。

## 地名
该地名“Lavardens”发音为[lavaʁdɛ̃s]，末尾字母“s”发音，《世界地名翻译大辞典》与《世界地名译名词典》将其误译作“拉瓦尔当”。

## 地理
拉瓦尔当斯（43°45'39"N, 0°30'49"E）面积30.55 平方千米，位于法国奧克西塔尼大區热尔省，该省份为法国西南部内陆省份，北起顺时针与洛特-加龙省、塔恩-加龙省、上加龙省、上比利牛斯省、大西洋比利牛斯省和朗德省接壤。
与拉瓦尔当斯接壤的市镇（或旧市镇、城区）包括：卡斯蒂永马萨斯、塞藏、热甘、梅朗、佩吕斯马萨斯、普雷沙克、皮塞居尔、罗克福尔、圣拉里。
拉瓦尔当斯的时区为UTC+01:00、UTC+02:00（夏令时）。

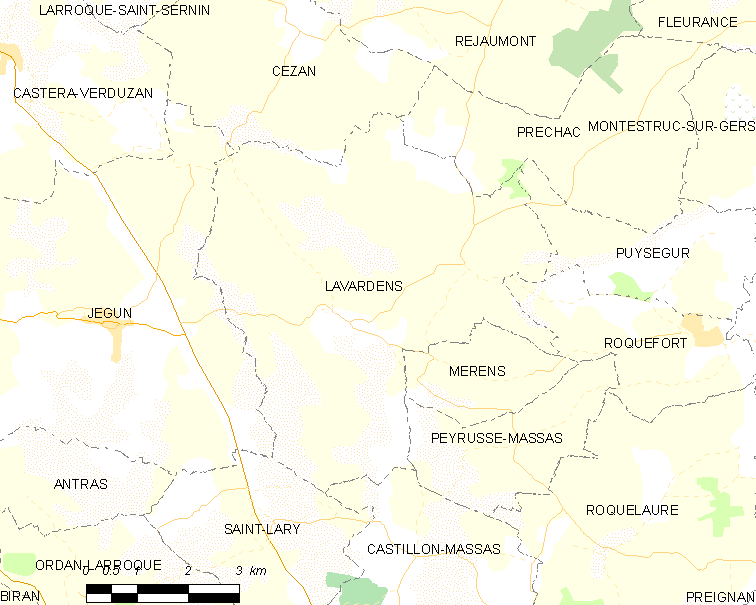
拉瓦尔当斯的OSM定位图

## 行政
拉瓦尔当斯的邮政编码为32360，INSEE市镇编码为32204。

## 政治
拉瓦尔当斯所属的省级选区为欧什加斯科涅县。

## 人口

1962-2008年间拉瓦尔当斯人口变化图示

拉瓦尔当斯于2022年1月1日时的人口数量为365人。